# Domènec Rovira der Jüngere

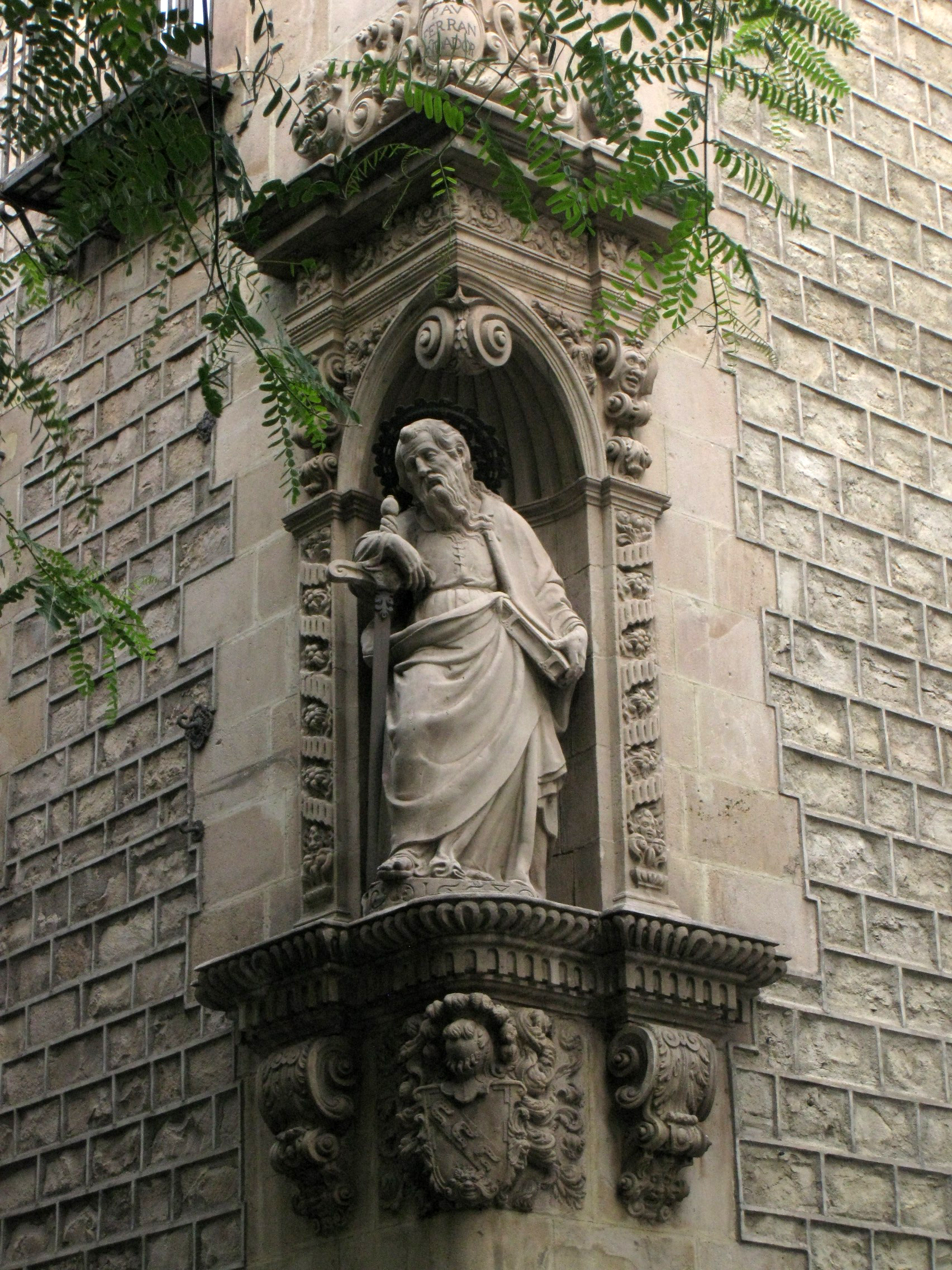
Die Statue des Sant Pau an der Casa de Convalescència in Barcelona

Domènec Rovira (in Katalonien auch als Domènec Rovira II. angesprochen, * 17. Jahrhundert in Sant Feliu de Guíxols; † 1689) war ein katalanischer Bildhauer des Barock. Er war der Neffe des gleichnamigen Bildhauers Domènec Rovira der Älteren.

## Leben und Werk
Domènec Rovira erreichte nicht die hohe Meisterschaft seines Onkels. Die Confraria dels Dolors von Barcelona („Bruderschaft der Schmerzen“) beauftragte ihn 1665 mit der Darstellung des Mysterium der Präsentation Jesu im Tempel und 1666 mit Jesus vor den Schriftgelehrten. 1668 wurde er für eine Darstellung des Sant Pau an der Fassade der Casa de Convalescència („Genesungshaus“) in Barcelona bezahlt, das jedoch den Auftraggebern nicht gefiel.
1669 beauftragte ihn der Herzog von Cardona, die Bilder des Heiligen Bernat und des Heiligen Benedikt für die Fassade von Kloster Poblet zu schaffen. Von 1670 bis 1681 arbeitete er zusammen mit seinem Onkel am Hauptaltar von Arboç (Baix Penedès). 1678 arbeitete er gemeinsam mit Francesc Grau am Grabmal des Bischofs Oleguer in der Kathedrale von Barcelona, das als das künstlerisch wertvollste seiner Werke gilt. Diese beiden Künstler wirkten auch an den Altarbildern der Kathedrale von Tarragona und der Kirche von Alcover zusammen.